# Séptima Coalición
La Séptima Coalición fue la última alianza militar de las potencias europeas contra el emperador francés Napoleón Bonaparte. Esta fue preparada apresuradamente tras el regreso de Napoleón desde su exilio en Elba y su aclamada entrada en París. El 13 de marzo de 1815, siete días antes de que Napoleón llegara a París, las potencias del Congreso de Viena le declararon fuera de la ley; el 25 de marzo siguiente, el Reino Unido, Rusia, Austria y Prusia se comprometieron entre ellos a aportar 150 000 hombres cada uno para terminar con su gobierno.
La campaña, también conocida como "Los Cien Días", fue la fase final de las Guerras napoleónicas y puso fin al reinado de Napoleón, quien fue forzado a abdicar nuevamente tras su derrota en la batalla de Waterloo. Napoleón fue exiliado a la isla Santa Elena y las potencias europeas restauraron la anterior monarquía en Francia, dando inicio al periodo conocido como la Europa de la Restauración.
Los miembros de la Séptima Coalición fueron: Reino Unido, con 60 000 hombres; Rusia, con 30 000 hombres; Prusia, con 19 500 hombres; Suecia, con 5000 hombres; Austria, con 42 000 hombres; los Países Bajos, con 15 700 hombres; España, con 11.800 hombres; y cierto número de Estados alemanes, con alrededor de 3000 hombres. En total se contabilizaban 186.500 hombres.[cita requerida]

## Europa contra Napoleón
Tras fallar en sus intentos de disuadir a sus antiguos aliados, la única salida de Napoleón para permanecer en el poder fue la de atacar antes de que la Coalición pudiera sobrepasarle en fuerzas. Si lograba destruir las fuerzas aliadas estacionadas en Bélgica antes de que fueran reforzadas por los contingentes de otros aliados, era posible que pudiera enviar a los ingleses al mar y golpear a los prusianos hasta echarlos de la contienda. Era una estrategia que le había servido con éxito en anteriores ocasiones.
La mayor batalla de la Séptima Coalición fue en realidad una sucesión de enfrentamientos en Ligny y Quatre Bras (16 de junio), Wavre (18 y 19 de junio) que culminaron en la conocida como batalla de Waterloo (18 de junio). En Ligny, las fuerzas francesas bajo el mando directo de Napoleón consiguieron hacer retroceder en desbandada a los prusianos. En Quatre Bras, en una acción separada el mismo día del combate en Ligny, el a la izquierda del ejército francés, al mando del mariscal Ney, bloqueó a las fuerzas anglo-aliadas que se dirigían a ayudar a los prusianos que luchaban en Ligny.
El 18 de junio se produjo el enfrentamiento más decisivo de la campaña, en Waterloo. Durante gran parte del día un ejército francés, ligeramente superior al aliado, a las órdenes de Napoleón atacó las posiciones anglo-aliadas en la cima de una colina, estando a punto de hundir el centro enemigo hacia las 19 horas. La llegada inesperada de los prusianos a la caída de la tarde hizo cambiar las tornas para Wellington, consiguiendo este la victoria para las fuerzas aliadas. A pesar de que la batalla simultánea de Wavre fue una victoria táctica para los franceses, fue infructuosa, en el sentido de que las fuerzas prusianas lograron detener a las tropas francesas cuya presencia en Waterloo podría haber salvado a Napoleón de perder la batalla y, por consiguiente, la guerra. Napoleón abdicó el 22 de junio, siendo condenado al exilio en la isla Santa Elena, en el Atlántico sur, donde moriría en 1821.
Ante las noticias de la abdicación, un gobierno provisional francés proclamó a Napoleón II como emperador y designó al duque de Otranto y cuatro miembros más para formar una Comisión de Gobierno. Sin embargo, el gobierno solo duró pocos días. El 7 de julio, las fuerzas de la Coalición entraron en París y forzaron la disolución de la Comisión, dando fin al Primer Imperio francés. El rey Luis XVIII entró a la ciudad al día siguiente.